# Canal de Kuttakoski
Le Canal de Kuttakoski (finnois : Kuttakosken kanava) est un canal sans écluse, situé à Kuopio en Finlande. 

## Description
Construit en 1894–1895, le canal de Kuttakoski a une longueur de 1050 mètres. Il relie le lac Virmasvesi (fi) au lac Kuttajärvi.
Pour les bateaux, la largeur maximale autorisée et de 6,5 mètres, la profondeur maximale 1,0 mètre et la hauteur maximale du mat de 3,6 mètres.